# 玛德
玛德伯爵（法語：Damien de Martel，1878年—1940年），法国外交官。
玛德1901年起进入法国外交部，1913年出任法国驻华使馆头等参赞。1916年至1918年间任使馆代办。1921年拉脱维亚独立得到承认后，玛德成为法国驻拉脱维亚公使。1925年至1929年间回到中国出任法国驻华公使。1930年任法国驻日本大使。1933年，前往叙利亚出任法国驻黎凡特高级专员（haut-commissariat）。1939年离任后返回法国，次年逝世。